# Rémy Claye
Pour les articles homonymes, voir Claye.
Rémy Claye est un homme politique français né le 7 décembre 1735 au Boullay-les-Deux-Églises (généralité d'Orléans) et mort le 18 février 1795 au Boullay-Thierry (Eure-et-Loir).

## Biographie
Il est le fils de Jacques Claye, receveur et maître de poste au Boullay-Thierry, et de Marguerite Marchand. 
Laboureur, il a pour frère cadet Étienne Claye.
Il épouse Angélique Henriette Billette.
Il est député du tiers état aux états généraux de 1789 pour le bailliage de Châteauneuf-en-Thymerais, il siège dans la majorité.
Sa veuve est morte à Auneau (Eure-et-Loir) le 15 avril 1802.

## Sources
- « Rémy Claye », dans Adolphe Robert et Gaston Cougny, Dictionnaire des parlementaires français, Edgar Bourloton, 1889-1891 [détail de l’édition]